# Chemistry (EP)
Chemistry là EP thứ hai của Trouble Maker. Album được phát hành vào ngày 28 tháng 10 năm 2013 với bài hát chủ đề "Now" (Hangul: 내일은 없어; RR: Naeireun Eopseo).

## Bối cảnh và phát hành
Vào ngày 4 tháng 10 năm 2013, Cube Entertainment thông báo rằng Trouble Maker sẽ trở lại sân khấu. Một đại diện công ty cho biết: "Chúng tôi đã đánh đấu ngày trở lại của nhóm. Họ sẽ trở lại vào tập phát sóng ngày 24 tháng 10 của Mnet's M! Countdown.Vì đã được một thời gian kể từ lần cuối họ quảng bá nên cả hai đều tràn đầy năng lượng tuy nhiên họ cũng rất lo lắng.
Vào ngày 23 tháng 10, một đoạn ngắn của bài hát chủ đề của album được đăng tải. Theo như những hình ảnh và video được đăng tải thì các thành viên sẽ theo phong cách sexy; ngày phát hành là ngày 28 tháng 10 và tên của bài hát là "Now" (Hangul: 내일은 없어). Vào ngày 26 tháng 10, trang web chính thức của album bắt đầu hoạt động và đăng tải 12 hình ảnh khách nhau về sự trở lại này. Album được phát hành trực tuyến vào ngày 28 tháng 10, dạng đĩa cứng vào ngày 31 tháng 10. Một phiên bản giới hạn (3.000 bản), với độ tuổi hạn chế 19+, được phát hành vào ngày 12 tháng 11. Công ty chủ quản đã thông báo rằng phiên bản này sẽ cho thấy một mức độ quyến rũ và tình dục hơn những gì mọi người thường nghĩ.
Trouble Maker bắt đầu quảng báo cho "Now" vào ngày 30 tháng 10 trên MBC Show Champion Bài hát đã nhận được ví trí thứ nhất trên các chương trình âm nhạc khác nhau, hai chiến thắng liên tiếp trên Mnet's M! Countdown (7 và 14 tháng 11) và trên KBS Music Bank (8 và 15 tháng 11), trên MBC Music Core (9 tháng 11), trên SBS Inkigayo (10 tháng 11) và ba chiến thắng liên tiếp trên MBC Music Show Champion (6, 13 và 20 tháng 11).

## Video âm nhạc
Video âm nhạc của "Now" được phát hành vào ngày 24 tháng 10, với đạo diễn cho video này là Lee Gi-baek. Vũ đạo được thực hiện bởi Keone Madrid và Mariel Madrid, người đã làm việc với Urban Dance Camp tại Đức.
Vào ngày 3 tháng 11, Trouble Maker phát hành MV phiên bản uncut của bài hát, với độ dài gấp đôi phiên bản cũ.

## Track listing
| Digital download | Digital download                                                      | Digital download                  | Digital download           | Digital download |
| STT              | Nhan đề                                                               | Phổ lời                           | Phổ nhạc                   | Thời lượng       |
| ---------------- | --------------------------------------------------------------------- | --------------------------------- | -------------------------- | ---------------- |
| 1.               | "Volume Up" (볼륨을 높이고; Volume Nopigo)                            | Goodnite, Sleepwell               | Goodnite, Sleepwell        | 3:07             |
| 2.               | "Now" (내일은 없어; Naeireun Eopseo)                                  | Shinsadong Tiger, Rado, EXID's LE | Shinsadong Tiger, Rado, LE | 3:40             |
| 3.               | "Player" (놀고 싶은 Girl; Nolgo Sipeun Girl) (Hyunseung feat. HyunA)) | HyunA, Jeon Seung-woo             | Jeon Seung-woo             | 3:47             |
| 4.               | "Attention (Illy)" (이리 와; Iri Wa)                                  | Peter, Young Sky, Jinoo           | Peter, Young Sky, Jinoo    | 3:27             |
| 5.               | "I Like" (HyunA feat. Flowsik)                                        | Jae Chong, Gyeol, Flowsik         | Jae Chong                  | 3:32             |

## Bảng xếp hạng
| Bảng xếp hạng      | Vị trí cao nhất |
| ------------------ | --------------- |
| Gaon weekly chart  | 2               |
| Gaon monthly chart | 4               |

| Bảng xếp hạng       | Doanh số |
| ------------------- | -------- |
| Gaon physical sales | 30.934   |

| "Now"                      | 1  | 1  |
| "Turn Up the Volume"       | 13 | 29 |
| "A Girl Who Wants to Play" | 38 | —  |
| "Attention"                | 20 | 30 |
| "I Like It"                | 30 | —  |

## Lịch sử phát hành
| Quốc gia | Ngày                 | Định dạng          | Nhãn đĩa           |
| -------- | -------------------- | ------------------ | ------------------ |
| Hàn Quốc | 28 tháng 10 năm 2013 | Digital download   | Cube Entertainment |
| Hàn Quốc | 31 tháng 10 năm 2013 | CD                 | Cube Entertainment |
| Hàn Quốc | 12 tháng 11 năm 2013 | Limited edition CD | Cube Entertainment |

## Bản quyền
- Hyuna - vocals, rap
- Hyunseung - vocals
- Shinsadong Tiger - sản xuất, viết lời, cải biên, âm nhạc
- Rado - sản xuất, viết lời, cải biên, âm nhạc
- LE - viết lời